# 145-ös busz (Budapest, 1981–2008)
A budapesti 145-ös jelzésű autóbusz Békásmegyer, Újmegyeri tér és Békásmegyer, HÉV-állomás között közlekedett körforgalomban. A vonalat a Budapesti Közlekedési Zrt. üzemeltette.

## Története
Korábban Cinkotán közlekedett 145-ös jelzéssel buszjárat, mely 1981 januárjában megszűnt. December 19-én Békásmegyeren indult busz ugyanezzel a jelzéssel körforgalomban. A járat 2008. szeptember 5-én megszűnt, forgalmát a módosított útvonalon közlekedő 34-es busz vette át.

## Útvonala
| Békásmegyer, Újmegyeri tér → Békásmegyer, HÉV-állomás → Békásmegyer, Újmegyeri tér |
| --- |
| Békásmegyer, Újmegyeri tér vá. – Hatvany Lajos utca – Hadrianus utca – Madzsar József utca – Juhász Gyula utca – Hatvany Lajos utca – Pünkösdfürdő utca – Madzsar József utca – Hadrianus utca – Hatvany Lajos utca – Békásmegyer, Újmegyeri tér vá. |

## Megállóhelyei
| 0  | Békásmegyer, Újmegyeri tér végállomás |                                              |
| 1  | Hadrianus utca                        |                                              |
| 2  | Madzsar József utca                   |                                              |
| 2  | Szolgáltatóház                        |                                              |
| 3  | Békásmegyer, HÉV-állomás              | Szentendrei HÉV 34, 42, 143, 146, 186, Békás |
| 4  | Hímző utca                            | 146                                          |
| 5  | Hatvany Lajos utca                    | 34, 146                                      |
| 6  | Boglár utca                           | 146                                          |
| 7  | Medgyesi Ferenc utca                  | 146                                          |
| 8  | Madzsar József utca                   | 143, 146, 186, Békás                         |
| 8  | Békásmegyer, HÉV-állomás              | Szentendrei HÉV 34, 42, 143, 146, 186, Békás |
| 9  | Szolgáltatóház                        |                                              |
| 10 | Hadrianus utca                        |                                              |
| 10 | Hadrianus utca 3.                     |                                              |
| 11 | Békásmegyer, Újmegyeri tér végállomás | 34, 146                                      |